# Ambassade de Roumanie en France
L'ambassade de Roumanie en France est la représentation diplomatique de la Roumanie auprès de la République française. Elle est installée depuis 1939 dans l'hôtel de Béhague, dit aussi de Béarn, un hôtel particulier situé au 123, rue Saint-Dominique dans le quartier du Gros-Caillou du 7e arrondissement de Paris, la capitale de la France. Mais l'adresse officielle de l'ambassade est au 5, rue de l'Exposition (qui est une voie perpendiculaire à la rue Saint-Dominique), dans un corps de bâtiment plus moderne faisant également partie de l'ambassade, et s'élevant sur le même terrain que l'hôtel de Béhague. Un autre corps de bâtiment, contigu aux deux déjà cités, héberge au 1, rue de l'Exposition, le centre parisien de l'Institut culturel roumain. L'ambassadrice est, depuis 2023, Ioana Bivolaru.

## Consulats
La Roumanie possède des consulats généraux à Lyon, Marseille et Strasbourg et des consulats honoraires à Bordeaux, Brest, Lille, Monaco et Nice.

## Histoire

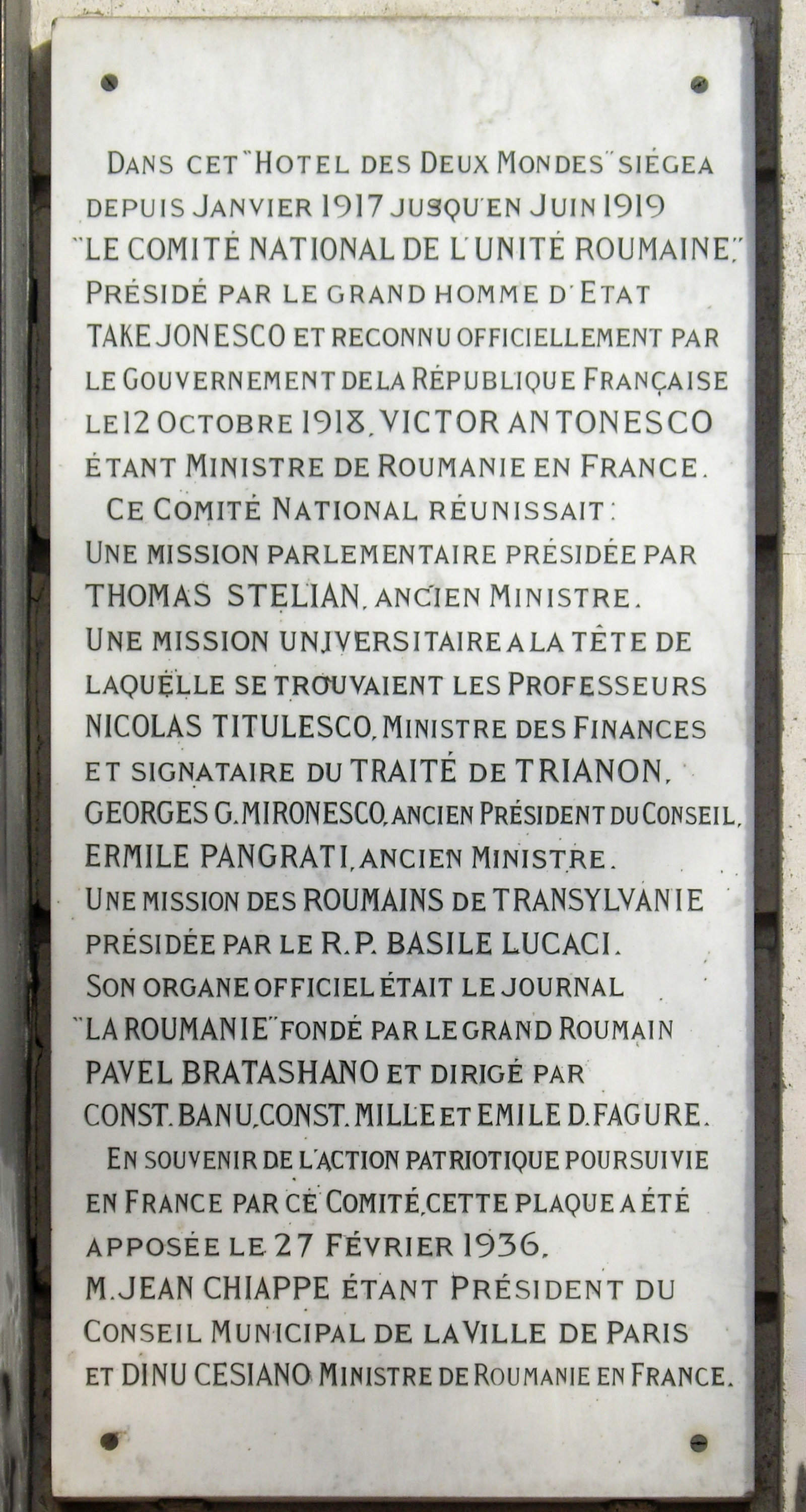
Plaque commémorant la présence roumaine à l'hôtel des Deux Mondes.

Dans les années 1900, l'ambassade est installée 87 avenue Kléber, tandis que sa chancellerie se trouve 12 rue de Longchamp (16e arrondissement de Paris) et le consulat général 4 rue de la Banque (2e arrondissement).
À l'été 1918, avec Take Ionescu, Octavian Goga, Traian Vuia et Constantin Mille (en), Nicolae Titulescu fonde à Paris le Comité national de l'unité roumaine, dont l'objectif est de promouvoir dans l'opinion publique internationale le droit du peuple roumain à l'unité nationale, le comité étant officiellement reconnu comme organe plénipotentiaire de facto de la nation roumaine, le ministre plénipotentiaire en étant Victor Antonescu. Le siège est situé 22 avenue de l'Opéra, dans l'hôtel des Deux Mondes.
En 1939, deux mois après la mort de la comtesse de Béhague, l'hôtel privé de cette personnalité parisienne, appelé désormais l'hôtel de Béhague, « un des plus beaux palais de notre ville » selon l’écrivain Henri de Régnier, est en effet vendu, le 27 mars 1939, à l’État roumain, une monarchie à l'époque ayant à sa tête Carol II, qui transfère en ce lieu sa représentation à Paris.
Carol II est détrôné en septembre 1940, au début de la Seconde Guerre mondiale. À la fin de la Seconde Guerre mondiale, la Roumanie passe sous la coupe soviétique, et fait partie désormais du bloc de l'Est. Ce pays se retrouve ainsi, du fait des aléas de l'histoire, avec une ambassade luxueuse à Paris. En fait, ce n'est pas officiellement une ambassade mais une légation de la République populaire roumaine à Paris. Quelques aménagements sont réalisés, comme les toilettes dans le fond de la scène de la salle à manger et du théâtre privé, la salle Byzantine. Cette légation parisienne devient un nid d’espions, comme le démontre, dans les années 1950, l'affaire Mihai Caraman. La légation roumaine à Paris est élevée au rang d'ambassade en décembre 1963 par décret,.

## Liste des ambassadeurs
| Ambassadeur              | Début | Fin         |
| ------------------------ | ----- | ----------- |
| Victor Dimitriu          | 1964  | 1968        |
| Constantin Flitan (de)   | 1968  | 1977        |
| Corneliu Mănescu         | 1978  | 1982        |
|                          |       |             |
| Anton Gheorghe Vătăşescu | 1991  | 1994        |
| Caius-Traian Dragomir    | 1994  | 1997        |
| Dumitru Ceaușu           | 1997  | 2001        |
| Oliviu Gherman           | 2001  | 2004        |
| Sabin Pop                | 2004  | 2007        |
| Teodor Baconschi         | 2007  | 2009        |
| Bogdan Mazuru            | 2010  | 2015        |
| Luca Niculescu           | 2016  | 2023        |
| Ioana Bivolaru           | 2023  | en fonction |